# Charles Goldner
Pour les articles homonymes, voir Goldner.
Carl Goldner, né le 7 décembre 1900 à Vienne (alors Autriche-Hongrie) et mort le 15 avril 1955 à Londres (Angleterre), est un acteur, chanteur et metteur en scène britannique d'origine autrichienne, connu comme Charles Goldner.

## Biographie
Des années 1920 à 1938, Carl Goldner est acteur, chanteur et metteur en scène de revues et opérettes dans son pays natal (notamment à Salzbourg), en Allemagne et en Suisse. Depuis ce dernier pays, en 1938, il émigre en Grande-Bretagne où il s'installe définitivement, obtenant la citoyenneté britannique (son prénom étant anglicisé Charles).
Ainsi, il apparaît au cinéma dans vingt-huit films (majoritairement britanniques), depuis Room for Two (en) de Maurice Elvey (1940, avec Frances Day et Vic Oliver) jusqu'à Vivre un grand amour d'Edward Dmytryk (avec Deborah Kerr et Van Johnson), sorti le 24 février 1955 à Londres, où il meurt prématurément moins de deux mois après, à 54 ans.
Entretemps, mentionnons Le Gang des tueurs de John Boulting (1947, avec Richard Attenborough et Carol Marsh), Cagliostro de Gregory Ratoff (coproduction américano-italienne, avec Orson Welles dans le rôle-titre), Le Vagabond des mers de William Keighley (coproduction américano-britannique, 1953, avec Errol Flynn et Roger Livesey), ainsi que La Flamme et la Chair de Richard Brooks (film américain, 1954, avec Lana Turner et Carlos Thompson).
Dans son pays d'adoption, il continue à se produire au théâtre, entre autres dans la pièce de Lillian Hellman Quand le jour viendra (en) (Londres, 1942-1943, avec Diana Wynyard et son compatriote Anton Walbrook), l'opérette Trois valses (Liverpool, 1944), ou encore l'adaptation de la pièce Les Enfants d'Édouard (Londres, 1952-1953, avec Yvonne Arnaud). De plus, il joue une fois à Broadway (New York) dans la comédie musicale The Girl in Pink Tights (en) (1954, avec Zizi Jeanmaire et Eva Rubinstein).

## Filmographie partielle
- 1940 : Room for Two (en) de Maurice Elvey : petit rôle non spécifié
- 1946 : La Dame en bleu (The Laughing Lady) de Paul L. Stein : Robespierre
- 1947 : Le Gang des tueurs (Brighton Rock) de John Boulting : Colleoni
- 1948 : La Grande Révolte (Bonnie Prince Charlie) d'Anthony Kimmins : Capitaine Ferguson
- 1949 : Cagliostro (Black Magic) de Gregory Ratoff : Dr Franz Anton Mesmer
- 1949 : The Rocking Horse Winner d'Anthony Pelissier : M. Tsaldouris
- 1949 : Donnez-nous aujourd'hui (Give Us This Day) d'Edward Dmytryk : Luigi
- 1950 : À l'ombre de l'aigle (en) (Shadow of the Eagle) de Sidney Salkow : Général Korsakov
- 1950 : La Rivale de l'impératrice (en) (La rivale dell'imperatrice) de Sidney Salkow et Jacopo Comin (version italienne de Shadow of the Eagle) : Général Korsakov
- 1951 : Encore, film à sketches, épisode Gigolo and Gigolette d'Harold French : Paco Espinal
- 1952 : Secret People de Thorold Dickinson : Anselmo
- 1953 : Au sud d'Alger (South of Algiers) de Jack Lee : Petris
- 1953 : Le Vagabond des mers (The Master of Ballantrae) de William Keighley : Mendoza
- 1953 : Une étrange jeune mariée (Always a Bride) de Ralph Smart : le directeur de l'hôtel
- 1953 : Capitaine Paradis (The Captain's Paradise) d'Anthony Kimmins : le second Carlos Ricco
- 1954 : La Flamme et la Chair (Flame and the Flesh) de Richard Brooks : Mondari
- 1954 : Duel dans la jungle (Duel in the Jungle) de George Marshall : Martell
- 1955 : Le Cercle infernal (The Racers) d'Henry Hathaway : Piero
- 1955 : Vivre un grand amour (The End of the Affair) d'Edward Dmytryk : Savage

## Théâtre (sélection)
(pièces jouées à Londres, comme acteur, sauf mention contraire)
- 1942-1943 : Quand le jour viendra (en) (Watch on the Rhine) de Lillian Hellman, mise en scène d'Emlyn Williams
- 1944 : Trois valses (Three Waltzes), opérette, musique d'Oscar Straus, livret original de Paul Knepler et Armin Robinson, adaptation de Diana Morgan et Robert MacDermot (à Liverpool)
- 1946 : The Poltergeist de Frank Harvey (metteur en scène) (+ reprise en 1949)
- 1951-1952 : The Moment of Truth de Peter Ustinov
- 1952-1953 : Les Enfants d'Édouard (Dear Charles) de Frederick J. Jackson et Roland Bottomley, adaptation nouvelle par Alan Melville de l'adaptation française de Marc-Gilbert Sauvajon
- 1954 : The Girl in Pink Tights (en), comédie musicale, musique de Sigmund Romberg, lyrics de Leo Robin, livret de Jerome Chodorov et Joseph Fields, chorégraphie d'Agnes de Mille (à Broadway) : Maestro Gallo